# 聖伊莎貝爾 (委內瑞拉)
聖伊莎貝爾（西班牙語：Santa Isabel）是委內瑞拉的城鎮，位於該國西部特魯希略州，是安德雷斯貝略市的首府，該城鎮的主要經濟活動是農業和石油業。